# Cleisocentron pallens
Cleisocentron pallens är en orkidéart som först beskrevs av Cathcart och John Lindley, och fick sitt nu gällande namn av Nicholas Pearce och Phillip James Cribb. Cleisocentron pallens ingår i släktet Cleisocentron och familjen orkidéer. Inga underarter finns listade i Catalogue of Life.

## Bildgalleri

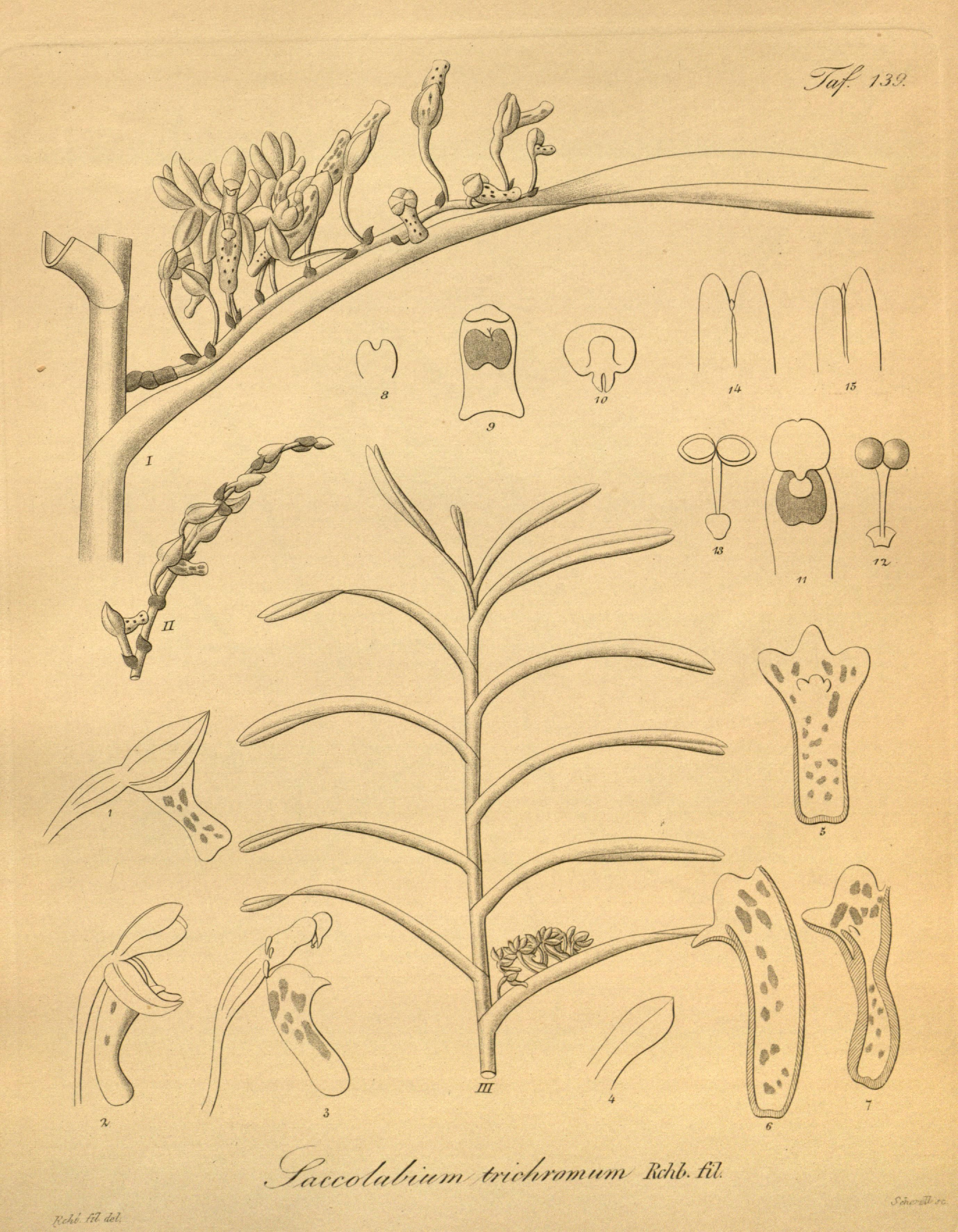